# St. George’s School (Jerusalem)

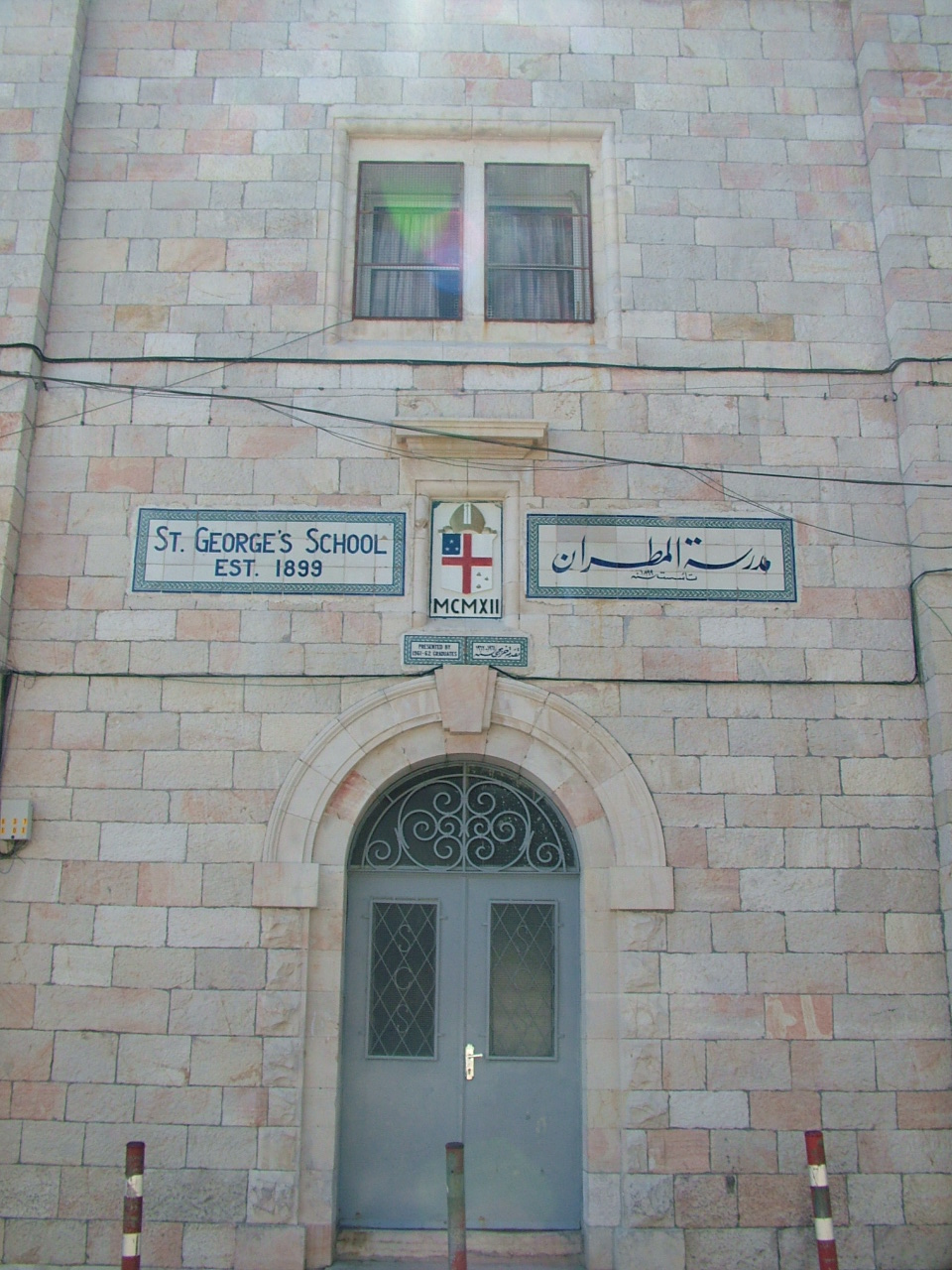

Die St. George’s School (arabisch مدرسة المطران, DMG Madrasat al-Mutran ‚Schule des Bischofs‘) in Jerusalem ist eine Schule für Jungen in Ostjerusalem, in Trägerschaft der anglikanischen Diözese von Jerusalem. Die Unterrichtssprache ist Englisch. Das Kollegium besteht aus arabischen und englischen Lehrern.
Sie wurde 1898 gebaut und in den Anfangsjahren von George Blyth geleitet. Die Kinder kamen aus christlichen, muslimischen und jüdischen Familien. Unterrichtssprachen waren Arabisch und Englisch. Anders als die katholische Frères School (Frères de la doctrine chrétienne) verlangte sie keinen obligatorischen Katechismus-Unterricht und erlaubte andersgläubigen Kindern das Studium der eigenen Religion. Viele Schüler waren nach einem erfolglosen Katechismus-Streik zu Beginn des 20. Jahrhunderts an die St. George’s School gewechselt. Der Autor Wilbert Vere Awdry war Lehrer an der St. George’s School von 1933 bis 1936.
Die St. George’s School liegt außerhalb der Stadtmauern der Jerusalemer Altstadt neben der St. George’s Cathedral und dem St. George’s College an der Nablus Road. Da sie im Stadtteil Scheich Dscharrah liegt, schicken die wohlhabenderen Familien dieses Viertels ihre Söhne hier auf die Sekundarstufe.

## Alumni
- Khalil as-Sakakini (1878–1953), Reformpädagoge und Schriftsteller, Lehrer an der Schule[3][2]
- Wasif Jawhariyyeh (1897–1972), Musiker und Autor[2]
- Ibrahim Touqan (1905–1941), Dichter
- Lucian O. Meysels (1925–2012), Journalist
- Edward Said (1935–2003), Literaturtheoretiker und -kritiker
- Thomas Malsch (* 1946), Soziologe
- Sari Nusseibeh (* 1949), Philosoph und Politiker